# Ахмед Хикмет-бей
 Ахмед Хикмет-бей  (3 июня 1870, Стамбул — 19 мая 1927, Стамбул) — выдающийся представитель турецкой литературы.

## Биография
Образование получил в начальной военной школе Соук Чешмэ, в Константинополе, и затем в училище Галатасарай. Ахмед преподавал словесность в разных учебных заведениях и занимал различные должности в Министре иностранных дел. Некоторое время состоял председателем общества «Турецкий очаг». Вместе с Халид Зияуддин, Дженаб Шехабеддином, Мехмед Реуфом, Сулейман Назифом, Хусейн Джахидом. Он принадлежал к группе молодых писателей, открывших новую эру в турецкой изящной словесности. Однако по простоте языка и близости к обыденной речи Ахмед занимает среди них особое место. Его отличительная черта — реализм в передаче национального быта и его смешных сторон. Психологическому анализу он отдаёт предпочтение перед внешним изображением. Он написал много рассказов; некоторые из них переведены на иностранные яз. Наиболее известны: сборник рассказов «Харистан», роман «Гонуль Ханум», рассказы: «Маленькая Айша», «Продавец винограда» и др.